# Альваро Обрегон
А́льваро Обрего́н Салі́до (ісп. Álvaro Obregón Salido; 19 лютого 1880, Сікісіва, Навохоа, штат Сонора — 17 липня 1928, Мехіко) — мексиканський військовий і політичний діяч, учасник Мексиканської революції, президент Мексики від 1 грудня 1920 до 30 листопада 1924 року.

## Життєпис
Народився в ірландсько-мексиканській сім'ї (прізвище Обрегон — іспанізоване ірландське прізвище О'Браєн), брати участь у політиці почав 1911 року, коли був обраний мером міста Уатабампо. Підтримував політику президента Мадеро, після його повалення та приходу до влади Вікторіано Уерти став разом з Венустіано Каррансою одним з лідерів повстанців.

Під час огляду поля бою перед однією з битв Обрегон втратив праву руку

Після того, як у 1914 Уерта, а потім і його наступник Франсіско Карвахаль втекли з країни, а Мехіко зайняли повстанці, Обрегон проголосив Каррансу тимчасовим президентом Мексики і очолив армію нового уряду. Після того, як Каррансі не вдалося домовитися з іншими революційними лідерами — Франсіско Вільєю і Еміліано Сапатою — армія нового уряду під командуванням Обрегона почала війну з ними і змогла завдати їм кількох важких поразок. Всього армія Обрегона 4 рази вступала в бій зі силами Вільї (6-7 квітня 1915, 13-15 квітня 1915 біля Селайї, 29 квітня — 5 червня 1915 біля Тринідаду і Санта-Ана-дель-Конде, де ворожим снарядом Обрегону відірвало праву руку, і 10 липня 1915 біля Агуаскальєнтеса. Всі ці битви разом часто називають битвою біля Селайї, і аж до Фолклендської війни вони були найбільшим військовим зіткненням у латиноамериканській історії). Всього Вілья втратив 4000 осіб, 1000 коней, 5000 рушниць і 32 гармати, близько 6000 осіб було взято в полон. Хоча ця поразка була дуже серйозною, Вілья і Сапата продовжували опір ще кілька років.
8 квітня 1920 Обрегон організував переворот; президента Каррансу заарештували, але він зміг утекти з Мехіко (незабаром був спійманий прихильниками Обрегона і вбитий). Від 1 червня до 1 грудня тимчасовим президентом Мексики був Адольфо де ла Уерта, після чого було проведено вибори, на яких переміг Обрегон. На посту президента Обрегон провів аграрні та антиклерикальні реформи і підтримував добрі стосунки зі США, продаючи мексиканську нафту на американському ринку. Разом з тим, він виявляв авторитарні тенденції у внутрішній політиці, що викликало протести навіть недавніх союзників, наприклад, Національної кооперативістської партії Хорхе Прієто Лауренса.
1928 року Обрегон знову взяв участь у виборах президента і виграв їх, але незабаром після прибуття в Мехіко, ще не встигнувши вступити на посаду, був убитий в ресторані Хосе де Леоном Торалем, студентом-католиком, який був прихильником повстанців-крістерос і противником антиклерикальної політики Обрегона і його наступника президента Кальєса.

## Пам'ять
На честь Альваро Обрегона названо місто Сьюдад-Обрегон у штаті Сонора, один з районів Мехіко (в якому його вбито), округ Канадас-де-Обрегон у штаті Халіско і невелике селище Колонія Альваро Обрегон у штаті Чіуауа.

## Нагороди
- Вищий орден Хризантеми (1924)